# Silver Sun
Silver Sun est un groupe britannique de rock, originaire de Camden, Londres, en Angleterre.

## Histoire
Ils se nomment d'abord Sun...! et sortent leur premier EP sous ce nom. Ils sont obligés de changer de nom peu après, et choisissent « Silver » d'après le nom original des Beatles, les Silver Beetles ; la chanson des Beatles It's All Too Much de Yellow Submarine contient également une ligne « Set me on a silver sun, for I know that I'm free » (« mets-moi sous un soleil de plomb, il n'y a que comme ça que je suis libre »). Le single Lava est leur premier sous leur nouveau nom. Des groupes comme Super Furry Animals écrivent également de la musique dans un style similaire à l'époque, bien qu'il y a aussi des parallèles notables avec des groupes américains comme Jellyfish et les premières productions de Weezer.
Leur premier album éponyme, sorti en 1997, se caractérise par des harmonies vocales proéminentes et des refrains énergiques. C'est aussi le premier album à être coproduit par Nigel Godrich, qui produira ensuite pour Radiohead et Paul McCartney. La chanson Golden Skin figure sur la bande originale de la comédie britannique Shooting Fish des années 1990. 
James Broad décède d'un cancer en octobre 2020.

## Discographie partielle

### Albums studio
- 1997 : Silver Sun (30e place des charts britanniques[5], 60e place sur l'Oricon japonais[6]
- 1998 : Neo Wave (74e place des charts britanniques[5])
- 2005 : Disappear Here
- 2006 : Dad's Weird Dream
- 2013 : A Lick and a Promise
- 2020 : Switzerland
- 2024 : Mild Peril

### Albums live
- 2012 : Live – More than You'll Ever Need

### Compilations
- 1997 : You Are Here
- 1997 : B Is for Silver Sun

### EP
- 1996 : Sun..! EP (142e place des charts britanniques[5],[7])
- 1998 :  Too Much, Too Little, Too Late  (10e place des charts britanniques[5],[7])